# Torneo de Madrid (tenis)
El Torneo de Madrid fue un torneo de tenis disputado entre 1972 y 1994 en una pista de tierra batida al aire libre. Inicialmente formó parte del Circuito Grand Prix (1972-1989), y a partir de 1990 se integró en el circuito ATP World Tour 250 de la ATP. 
El torneo se inauguró en 1972 y se celebró ininterrumpidamente hasta su desaparición en 1995.

## Palmarés

### Individuales
| Año  | Campeón         | Finalista         | Resultado               |
| ---- | --------------- | ----------------- | ----------------------- |
| 1972 | Ilie Năstase    | František Pala    | 6–0, 6–0, 6–1           |
| 1973 | Tom Okker       | Jaime Fillol      | 4–6, 6–3, 6–3, 7–5      |
| 1974 | Ilie Năstase    | Björn Borg        | 6–4, 5–7, 6–2, 4–6, 6–4 |
| 1975 | Jan Kodeš       | Adriano Panatta   | 5–7, 2–6, 7–6, 6–2, 6–3 |
| 1976 | Manuel Orantes  | Eddie Dibbs       | 7–6, 6–2, 6–1           |
| 1977 | Björn Borg      | Jaime Fillol      | 6–3, 6–0, 6–7, 7–6      |
| 1978 | José Higueras   | Tomáš Šmíd        | 6–7, 6–3, 6–3, 6–4      |
| 1979 | Yannick Noah    | Manuel Orantes    | 6–3, 6–7, 6–3, 6–2      |
| 1980 | José Luis Clerc | Guillermo Vilas   | 6–3, 1–6, 1–6, 6–4, 6–2 |
| 1981 | Ivan Lendl      | Pablo Arraya      | 6–3, 6–2, 6–2           |
| 1982 | Guillermo Vilas | Ivan Lendl        | 6–7, 4–6, 6–0, 6–3, 6–3 |
| 1983 | Yannick Noah    | Henrik Sundström  | 3–6, 6–0, 6–2, 6–4      |
| 1984 | John McEnroe    | Tomáš Šmíd        | 6–0, 6–4                |
| 1985 | Andreas Maurer  | Lawson Duncan     | 7–5, 6–2                |
| 1986 | Joakim Nyström  | Kent Carlsson     | 6–1, 6–1                |
| 1987 | Emilio Sánchez  | Javier Sánchez    | 6–3, 3–6, 6–2           |
| 1988 | Kent Carlsson   | Fernando Luna     | 6–2, 6–1                |
| 1989 | Martín Jaite    | Jordi Arrese      | 6–3, 6–2                |
| 1990 | Andrés Gómez    | Marc Rosset       | 6–3, 7–6                |
| 1991 | Jordi Arrese    | Marcelo Filippini | 6–2, 6–4                |
| 1992 | Sergi Bruguera  | Carlos Costa      | 7–6, 6–2, 6–2           |
| 1993 | Stefan Edberg   | Sergi Bruguera    | 6–3, 6–3, 6–2           |
| 1994 | Thomas Muster   | Sergi Bruguera    | 6–2, 3–6, 6–4, 7–5      |

### Dobles
| Año  | Campeón                            | Finalista                                 | Resultado          |
| ---- | ---------------------------------- | ----------------------------------------- | ------------------ |
| 1972 | Ilie Năstase Stan Smith            | Andrés Gimeno Manuel Orantes              | 6–2, 6–2           |
| 1973 | Ilie Năstase Tom Okker             | Bob Carmichael Frew McMillan              | 6–3, 6–0           |
| 1974 | Patrice Dominguez Antonio Muñoz    | Brian Gottfried Raúl Ramírez              | 6–1, 6–3           |
| 1975 | Jan Kodeš Ilie Năstase             | Juan Gisbert, Sr. Manuel Orantes          | 7–6, 4–6, 9–7      |
| 1976 | Wojtek Fibak Raúl Ramírez          | Bob Hewitt Frew McMillan                  | 4–6, 7–5, 6–3      |
| 1977 | Bob Hewitt Frew McMillan           | Antonio Muñoz Manuel Orantes              | 6–7, 7–6, 6–3, 6–1 |
| 1978 | Wojtek Fibak Jan Kodeš             | Pavel Složil Tomáš Šmíd                   | 6–7, 6–1, 6–2      |
| 1979 | Carlos Kirmayr Cassio Motta        | Robin Drysdale John Feaver                | 7–6, 6–4           |
| 1980 | Hans Gildemeister Andrés Gómez     | Jan Kodeš Balázs Taróczy                  | 3–6, 6–3, 10–8     |
| 1981 | Hans Gildemeister Andrés Gómez     | Markus Günthardt Tomáš Šmíd               | 6–2, 3–6, 6–3      |
| 1982 | Pavel Složil Tomáš Šmíd            | Heinz Günthardt Balázs Taróczy            | 6–1, 3–6, 9–7      |
| 1983 | Heinz Günthardt Pavel Složil       | Markus Günthardt Zoltan Kuharszky         | 6–3, 6–3           |
| 1984 | Peter Fleming John McEnroe         | Fritz Buehning Ferdi Taygan               | 6–3, 6–3           |
| 1985 | Givaldo Barbosa Ivan Kley          | Jorge Bardou Alberto Tous                 | 7–6, 6–4           |
| 1986 | Anders Järryd Joakim Nyström       | Jesus Colas-Abad David De Miguel-Lapiedra | 6–2, 6–2           |
| 1987 | Carlos Di Laura Javier Sánchez     | Sergio Casal Emilio Sánchez               | 6–3, 3–6, 7–6      |
| 1988 | Sergio Casal Emilio Sánchez        | Jason Stoltenberg Todd Woodbridge         | 6–7, 7–6, 6–4      |
| 1989 | Tomás Carbonell Carlos Costa       | Francisco Clavet Tomáš Šmíd               | 7–5, 6–3           |
| 1990 | Juan Carlos Baguena Omar Camporese | Andrés Gómez Javier Sánchez               | 6–4, 3–6, 6–3      |
| 1991 | Gustavo Luza Cassio Motta          | Luiz Mattar Jaime Oncins                  | 6–0, 7–5           |
| 1992 | Patrick Galbraith Patrick McEnroe  | Francisco Clavet Carlos Costa             | 6–3, 6–2           |
| 1993 | Tomás Carbonell Carlos Costa       | Luke Jensen Scott Melville                | 6–7, 6–2, 6–3      |
| 1994 | Rikard Bergh Menno Oosting         | Jean-Philippe Fleurian Jakob Hlasek       | 6–3, 6–4           |